# Alessandro Panizzardi
Alessandro Panizzardi (1853-1928) foi um militar italiano que desempenhou um papel no caso Dreyfus.

## Carreira
O tenente-coronel Panizzardi foi adido militar na Embaixada da Itália a partir de 1891. Em 1898, Panizzardi deixou Paris tendo feito uma boa carreira, que terminou no posto de tenente-general, alcançado o comando da 11ª CA do exército italiano.

## O telegrama
Quando o caso Dreyfus estourou, enviou um telegrama codificado a seus chefes em Roma, mas que foi decifrado por especialistas franceses.
Ele havia indicado a seus superiores (por uma carta na bolsa diplomática) que ele não conhecia Dreyfus; então, percebendo que ele poderia ter sofrido um curto-circuito, pediu instruções por telegrama no dia seguinte. Essa última mensagem, interceptada e decodificada, aumenta o conjunto de indicações de que o acusado é inocente, mas a hierarquia do exército francês, no entanto, mantém sua acusação. Pior, usa em 1898 uma versão cujo sentido é invertido para agravar as acusações contra a Dreyfus, até desmoronar pelo excesso no ano seguinte.
De fato, muito próximo de Maximilian von Schwartzkoppen, Panizzardi e ele estavam espionando o exército francês. O nome de Panizzardi aparece em vários documentos, às vezes enganosos em relação ao caso.